# Stanley Unwin
Stanley Unwin (1884-1968) fue un escritor y editor británico, director de la editorial George Allen & Unwin, Ltd. desde 1914, tras comprar una parte mayoritaria de George Allen & Sons, fundada en 1871. Vivió durante algunos años en Handen Road, Lee, en el sudeste de Londres.
Fue un gran defensor de la cooperación internacional en cuestiones literarias y de publicación, y presidió la Publishers Association of Great Britain y la International Publishing Association desde 1936 hasta 1938 y desde 1946 a 1957, cargo este último por el que viajó por todo el mundo recogiendo información sobre los sistemas organizativos y las técnicas de publicación de libreros y editoriales.
Aunque publicó a autores serios e incluso polémicos para su tiempo, como Bertrand Russell o Thor Heyerdahl, la publicación que le hizo célebre fue en 1937 la de la novela infantil El hobbit, del escritor J. R. R. Tolkien. Tomó la decisión de publicarla tras la entusiasta valoración que le otorgó su hijo Rayner, de diez años de edad. Unwin creía que el mejor juez para un libro infantil era un niño... por lo que pagaba un chelín a su hijo por cada valoración por escrito que le entregaba.
Debido al éxito que supuso El hobbit para la empresa, Unwin le pidió a Tolkien una secuela, que se convertiría años después en El Señor de los Anillos, una de las novelas de mayor éxito comercial de la historia. Unwin y Rayner tuvieron una influencia relevante en el desarrollo de la historia con su opinión editorial, aunque llegado el momento de la publicación, Tolkien dudó si hacerlo con otra empresa, resentido por el rechazo de El Silmarillion.
Tras su muerte en 1968, Rayner Stephens Unwin se hizo cargo de la empresa.

## Obras
Sir Stanley publicó los siguientes libros, la mayoría de ellos como ensayista en cuestiones editoriales:
- 1918: The Six-hour Day & Other Industrial Questions («La jornada de seis horas y otras cuestiones industriales»), escrito junto con el vizconde William Hesketh Lever Leverhulme;
- 1925: The Price of Books («El precio de los libros»);
- 1926: The Truth about Publishing («La verdad sobre la edición»), del que se han impreso treinta ediciones en seis idiomas entre 1926 y 1995;
- 1932: Book Trade Organization in Norway and Sweden («Organización del comercio de libros en Noruega y Suecia»);
- 1934:
  - Two Young Men See the World («Dos jóvenes ven el mundo»);
  - Notes on the Unwin Family («Notas sobre la familia Unwin»), escrito con J.  D. Unwin, Reginald Jennings y Phillip I. Unwin;
- 1937: The Danish Book Trade Organization («La organización danesa del comercio de libros»);
- 1944: Publishing in Peace and War («Editando en la paz y en la guerra»), con algunas notas sobre «El futuro de los libros en inglés en el Continente tras la Guerra» y «El estado de los libros»;
- 1946: On Translations («Sobre las traducciones»), con algunas notas sobre «Nuestro idioma universal»;
- 1950: How Governments Treat Books («Como tratan los gobiernos a los libros» );
- 1960: The Truth about a Publisher («La verdad sobre un editor»), un libro autobiográfico, su único trabajo traducido al español, como La verdad acerca de un editor: autobiografía, en 1961 por Ediciones Aguilar.[6]